# Breath of Fire (серия игр)
Breath of Fire (яп. ブレスオブファイア Буресу обу Фаиа) — серия японских ролевых игр, разработанных компанией Capcom. Первая игра была издана в 1993 году для приставки Super Nintendo и стала первой для компании ролевой игрой. Всего в серии насчитывается пять отдельных игр, три из которых впоследствии были портированы на портативные игровые системы, в том числе одна стала доступной для скачивания через сервис Virtual Console. По данным Capcom к концу 2005 года под маркой Breath of Fire было зарегистрировано тринадцать различных изданий, которые по всему миру были проданы в количестве 3 млн копий. В отношении будущих игр серии с 2003 года Capcom не делал никаких заявлений, однако в интервью 2008 года братья Такахаси из компании Camelot Software Planning, известные по созданию серии Shining, выразили желание воскресить франшизу Breath of Fire.
Все игры Breath of Fire связаны между собой довольно поверхностно — в каждой из них рассказываются совершенно уникальные истории, которые сюжетно между собой никак не связаны и происходят в разных вымышленных мирах, хотя порой возникает подозрение, что мир один и тот же, просто между разными частями игры проходит длительное время. Во всех пяти частях главным героем неизменно выступает юноша по имени Рю, являющийся представителем древнего клана и способный превращаться в драконов. В ходе путешествия Рю всегда встречает крылатую девушку Нину, которая становится его спутницей и верной боевой подругой. Кроме того, в различных играх, время от времени, появляются и некоторые другие связующие персонажи, а также из одной части в другую кочуют некоторые элементы игрового процесса, такие, например, как возможность ловить рыбу.

## Музыка
31 марта 2006 года японской звукозаписывающей компанией Suleputer был выпущен набор из одиннадцати дисков со всеми звуковыми дорожками серии Breath of Fire.